# Finkenbergkirche

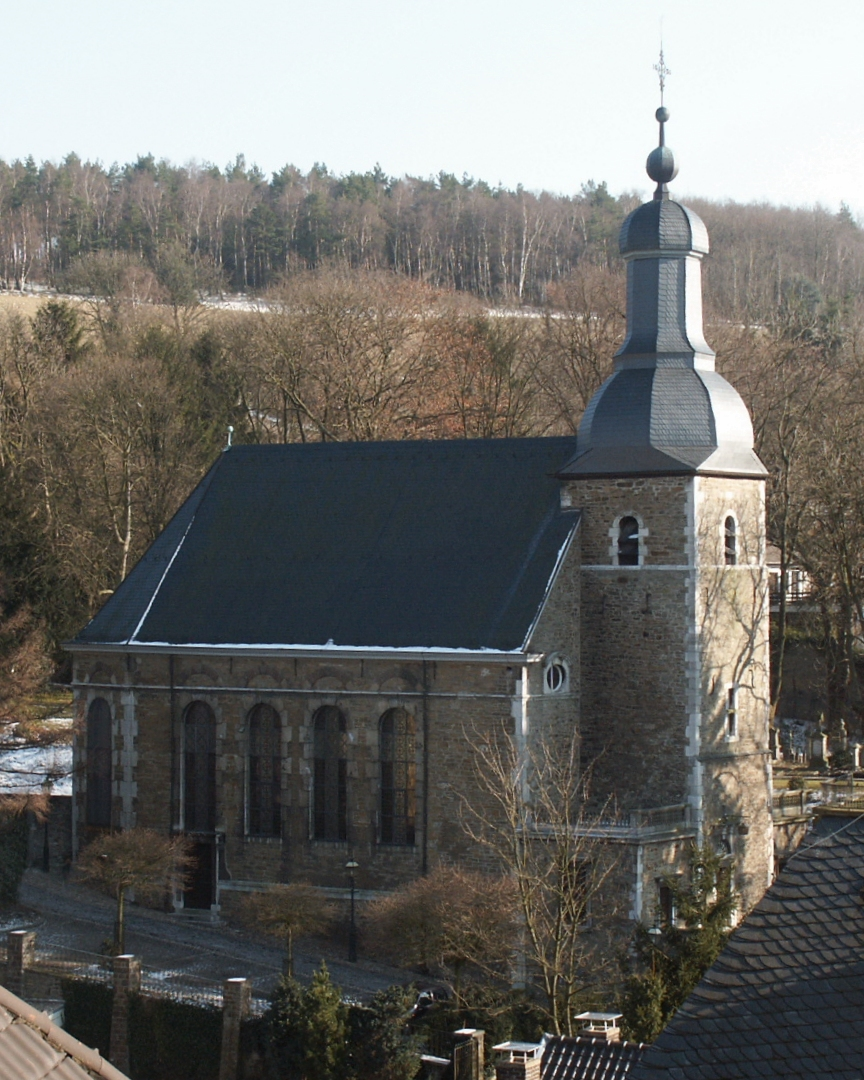
Finkenbergkirche

Die Finkenbergkirche ist eine reformierte Kirche im Stolberger Stadtteil Oberstolberg in der Städteregion Aachen. Das 1725 fertiggestellte Kirchengebäude entstand in mehreren Abschnitten. Sein Name leitet sich ab vom Finkenberg, einem Ausläufer des Hammerbergs, auf dem das Kirchengebäude errichtet wurde. Sie gehört zur Kirchengemeinde Stolberg im Kirchenkreis Aachen der Evangelischen Kirche im Rheinland.

## Baugeschichte

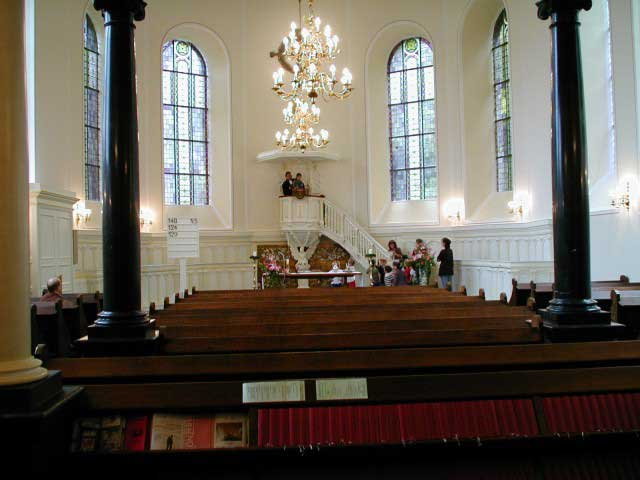
Blick zur Kanzel

Im 17. Jahrhundert verfügte die Stolberger reformierte Gemeinde über keine eigene Gottesdienststätte. Als Gebetsraum nutzte man daher vom Kupfermeister Leonhard Schleicher angebotene Räumlichkeiten in seinem Kupferhof in der Burgstraße, der späteren Adler-Apotheke.
1617 begann die kleine Gemeinde mit dem Bau einer Holzkirche auf dem Finkenberg, an der zuerst Prediger Friedrich Kessler (1615–1626) amtierte. Die Lichtverhältnisse der aus schwarzen Brettern und rohen Säulen gezimmerten Kirche machten 1635 den Einbau zweier zusätzlicher Fenster an der Kanzelseite notwendig.
Die kleine Kirche reichte bald nicht mehr aus, da der Zuwachs der Besucher sowohl aus Stolberg als auch aus dem benachbarten Aachen anhielt. Zu Beginn der 1660er Jahre begann die Gemeinde mit der Vergrößerung der Kirche. Diesmal wurde als Baumaterial Stein gewählt. Der Bau wurde aufgehalten, als der katholische Schultheiß Severin Drießen im Juni 1669 unter Gewaltanwendung die Einstellung der Baumaßnahme befahl. Es kam zu einem langjährigen Streit, der damit endete, dass der Schultheiß verurteilt wurde, im Verlauf des Streits gepfändete Güter der am Bau beteiligten Personen zurückzugeben. Am 9. Juli 1670 klärte der Wilhelmsteinsche Vogt mit einhundert Schützen schließlich die Situation, indem er gepfändete Messingwaren zurückholte.
Die Fortsetzung des Kirchenbaus stockte, da die Finanzierung nicht geklärt werden konnte. So gelang es erst 1688, einen steinernen Kirchturm samt (heute nicht mehr bestehender) Turmuhr zu errichten. Die 1686 von Johannes Bourlet in Jülich gegossene as-Kirchenglocke mit der Inschrift „Soli deo gloria“ hat einen Durchmesser von 107 Zentimetern und ein Gewicht von 770 Kilogramm. Bis 1686 hatte der katholische Pfarrer immer die Glocke der Burgkapelle geläutet, und die Reformierten mussten ihm als Entschädigung jährlich einen neuen Rock schenken.
Das Kirchenschiff musste aus finanziellen Gründen wiederum aus Holz gebaut werden.
Im 18. Jahrhundert ersetzte die aufgrund der florierenden Messingindustrie reich gewordene reformierte Gemeinde Stolbergs das hölzerne Kirchenschiff durch eines aus Stein, das Platz für etwa fünfhundert Besucher bot. Planung und Bauleitung übernahm der Baumeister Tilman Roland. Der 1724 begonnene Bau wurde 1725 fertiggestellt. Während der Übergangszeit fanden die Gottesdienste im Möglingschen Saal des Kupferhofes Enkerei statt. Von den anfallenden Kosten in Höhe von 5000 Reichsthalern brachte die Gemeinde 3000 direkt auf, 2000 Reichsthaler wurden über Kollekten gesammelt.
Immer wieder entstanden finanzielle Probleme. So wird berichtet, dass einige Kupfermeisterfamilien zur Anschaffung von Orgel, Gestühl, Kanzel oder Galerie ihren Schmuck verkauft hatten. Die drückende Schuldenlast wurde zu einem großen Teil durch eine großzügige Spende des Messingfabrikanten Abraham Friedrich Schleicher getilgt. Er überreichte der Gemeinde nach einer Geschäftsreise nach Amsterdam eine Spende von 4600 holländischen Gulden.
Beim Bau der Finkenbergkirche hatte die Gemeinde Wert auf Qualität gelegt, und erst circa einhundert Jahre nach Fertigstellung der Kirche war die erste größere Reparatur erforderlich. Das Dach des Gotteshauses war undicht geworden und musste durch ein neues Schieferdach ersetzt werden. 1993 waren Arbeiten im Inneren der Kirche erforderlich.

## Ausstattung
Das Kircheninnere erweckt den Eindruck gewünschter Einfachheit und Freundlichkeit.
Die Wände als auch die Kanzel sind in hellen Farben gehalten. Die hinter dem Abendmahlstisch mit seitlichem Zugang angebrachte Kanzel ruht auf einem Fundament, das einen Pelikan darstellt.
Die Abendmahlkanne kann auf das Jahr 1739 datiert werden; Taufschale als auch Taufkanne wurden 1621 geschaffen.

## Orgel

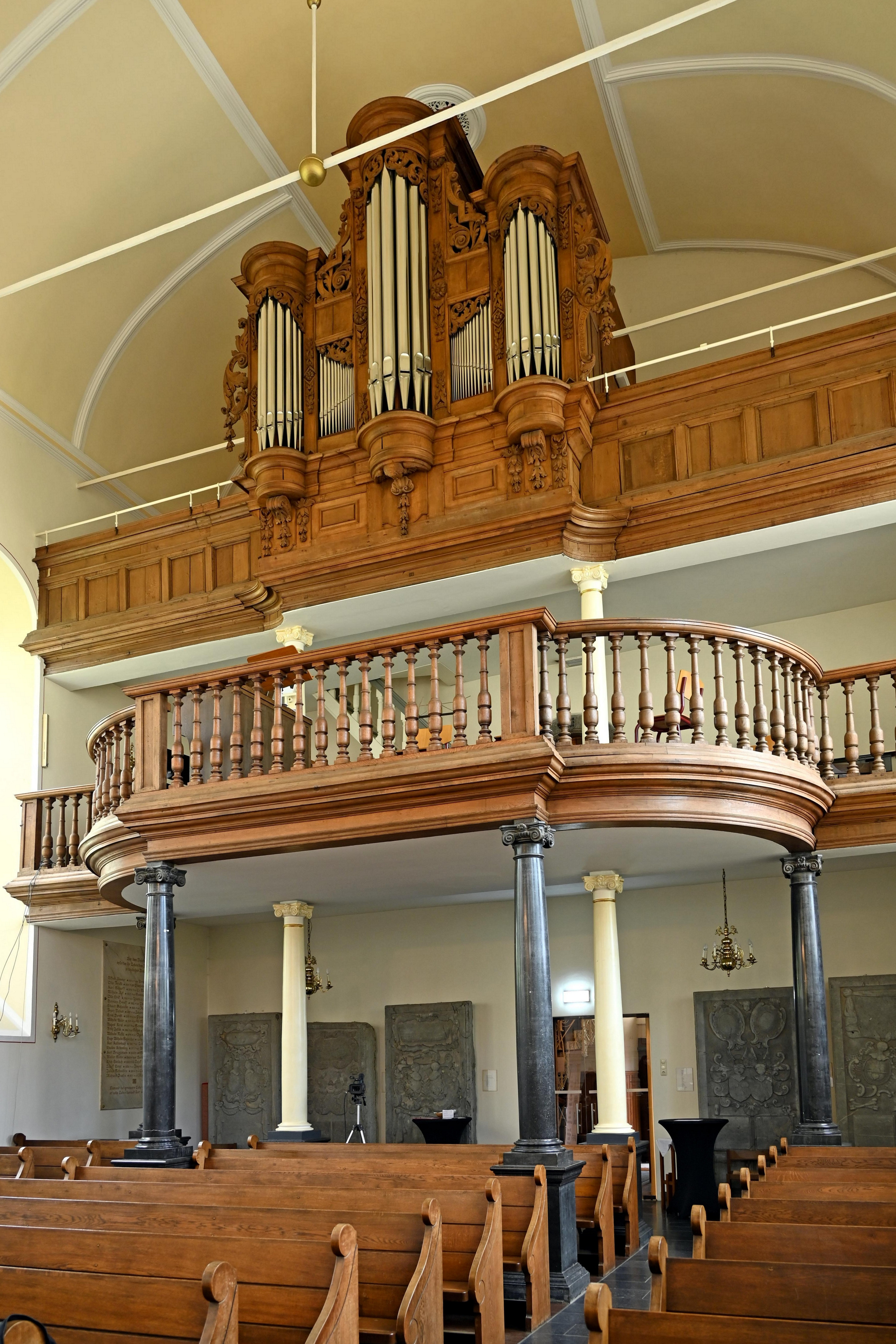
Die Orgel auf der oberen Empore

Das Instrument mit dem braunen, holzsichtigen Orgelgehäuse wurde von dem Orgelbauer Johann Josef Brammertz aus Kornelimünster begonnen und von seinem Schwiegersohn sowie Nachfolger Laurenz Gillman 1730 vollendet. Die Brüstungsorgel verfügte seinerzeit über 14 Register auf einem Manual. Die Kosten für das Instrument betrugen fünfhundert Reichsthaler. Der fünfachsige Prospekt hat drei Rundtürme, deren mittlerer überhöht ist. Zwei niedrige Pfeifenflachfelder vermitteln zwischen den Türmen. Wilhelm Sauer baute im Jahr 1900 ein romantisches Orgelwerk mit 19 Registern auf zwei Manualen und Pedal ein. Das heutige Instrument wurde 1974 von Willi Peter im barocken Gehäuse gebaut. Es umfasst 23 Register auf zwei Manualen und Pedal. Ton- und Registertraktur sind elektrisch. Die Disposition lautet wie folgt:
| I Hauptwerk C–  |       |
| Quintade        | 16′   |
| Principal       | 8′    |
| Gedackt         | 8′    |
| Oktave          | 4′    |
| Gemshorn        | 4′    |
| Quinte          | 2 ⁄3′ |
| Doppelrohrflöte | 2′    |
| Mixtur IV–VI    | 1 ⁄3′ |
| Trompete        | 8′    |
| Tremulant       |       |

| II Schwellwerk C– |       |
| Rohrflöte         | 8′    |
| Englische Gambe   | 8′    |
| Principal         | 4′    |
| Nachthorn         | 4′    |
| Oktave            | 2′    |
| Sesquialtera II   | 2 ⁄3′ |
| Scharff IV        | 1′    |
| Dulcian           | 8′    |
| Tremulant         |       |

| Pedal C–          |       |
| Subbass           | 16′   |
| Oktavbass         | 8′    |
| Bassflöte         | 8′    |
| Principalflöte II | 4′    |
| Rauschwerk III    | 1 ⁄3′ |
| Fagott            | 16′   |

- Koppeln: II/I, I/P, II/P
- Spielhilfen: 3 freie Kombinationen, Crescendowalze

## Glocken
1864 erhielt die Kirche neben der bestehenden as-Glocke noch eine f- und eine b-Glocke. Diese wurden bei Josef Beduwé in Aachen gegossen und hatten ein Gewicht von 930 beziehungsweise 450 Kilogramm bei einem Durchmesser von 116,5 und 88 Zentimetern. Es wurden die Inschriften „Vivos voco, mortuos plango“ und „Gloria in excelsis deo“ angebracht. Außerdem wurden die Namen der Mitglieder des damaligen Presbyteriums angebracht. Die Glocken blieben im Ersten Weltkrieg erhalten, wurden jedoch 1943 eingeschmolzen. 1956 wurden sie durch zwei neue gleichen Klangs ersetzt.
Die neue f-Glocke trägt die Inschrift „1943 Daß ich den Weg wies, ward nicht geacht’t – 1956 Gottes Gnad hat mich neu gemacht“, die b-Glocke „1943 Das Leben sollte der Hölle weichen – 1956 Brüder aus Ost und West vereint im Kreuzeszeichen“.